# Bark Širaz
Bark (perz. برق; ili Barg) je iranski nogometni klub iz grada Širaza. 
Sudjeluje u iranskoj drugoj nogometnoj ligi.
Tradicionalni pokrovitelj kluba bila je općinska električarska tvrtka.
Od stručnjaka koji su radili u Hrvatskoj, a radili su i u Barku, ondje su bili Ibrahim Biogradlić 1996. i Zlatko Ivanković (brat Branka Ivankovića) 2005/06.

## Vanjske poveznice
- (perz.) Službene klupske stranice  Arhivirana inačica izvorne stranice od 3. kolovoza 2006. (Wayback Machine)
- (engl.) Perzijska nogometna liga
- (engl.) Statistike iranske profesionalne lige